# JaJuan Johnson

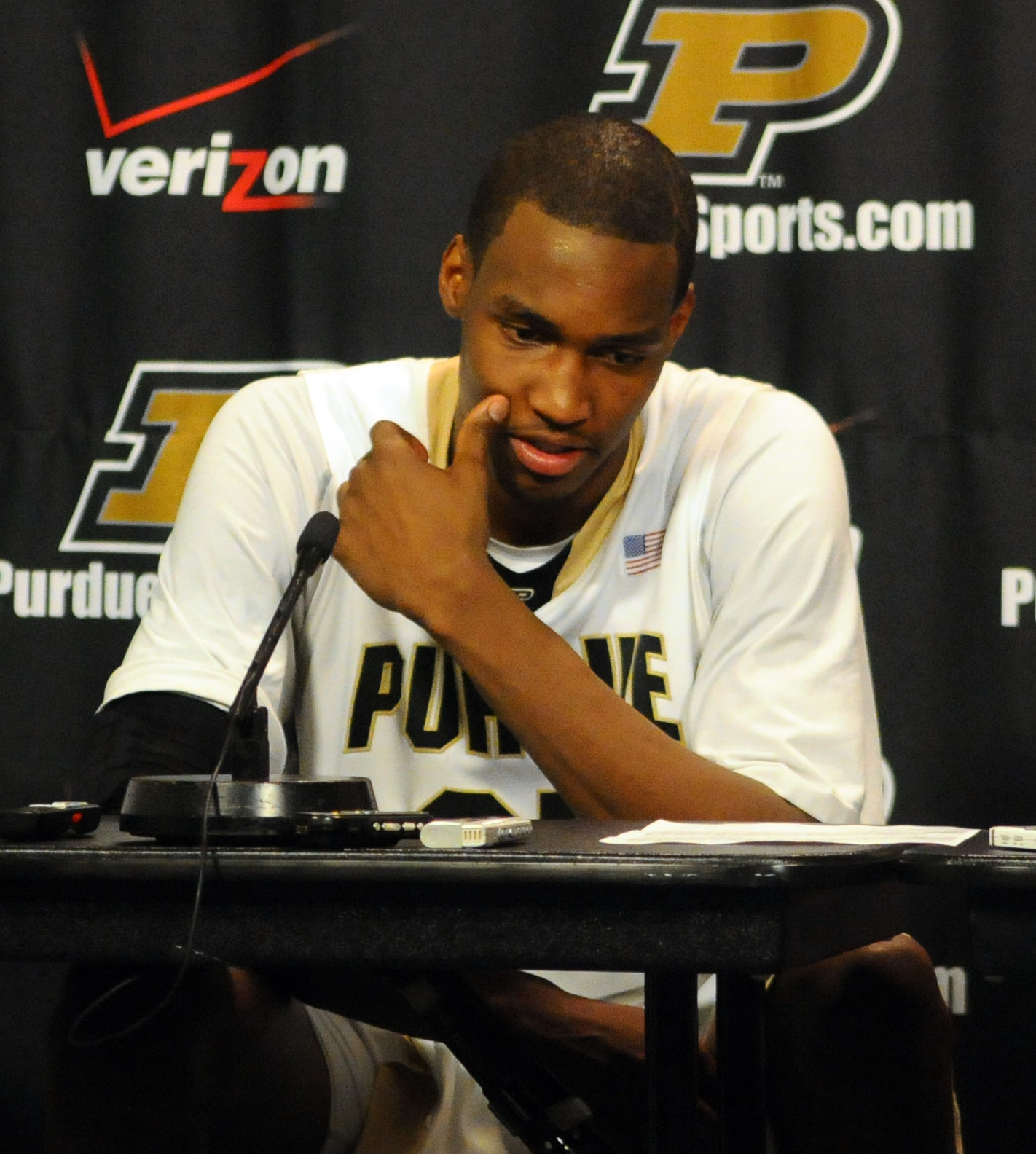

JaJuan Johnson, född 8 februari 1989 i Indianapolis, är en amerikansk professionell basketspelare som spelar för Houston Rockets i den amerikanska proffsligan National Basketball Association (NBA).